# Göksu (Mittelmeer)
Der in West-Kilikien gelegene Göksu (türk. „Blaues Wasser“, auch Güksu Nehri; Coxon, Kalykadnos, Saleph) ist ein Fluss in der Süd-Türkei, der durch die Provinzen Konya, Karaman und Mersin fließt. Sein antiker griechischer Name war Καλύκαδνος (Kalykadnos), latinisiert zu Calycadnus.
Der Fluss ist 260 Kilometer lang. Der Oberlauf heißt auch Gökçay („Blaues Flüsschen“). Wichtigster Nebenfluss ist der Ermenek Çayı (manchmal als zweiter Quellfluss bezeichnet). Beide Flüsse entspringen in den Geyik-Dağları („Hirsch-Berge“) im Taurus-Gebirge zwischen Gündoğmuş (Provinz Antalya, ca. 50 km nördlich von Alanya) und Hadim (Provinz Konya). Sie vereinigen sich südlich von Mut zum (eigentlichen) Göksu, der später zwischen Taşucu und Silifke ins Mittelmeer mündet.
Bei Ermenek wurde 2009 die Ermenek-Talsperre am gleichnamigen Fluss, einem Zufluss des Göksu, fertiggestellt. Der Göksu soll außerdem von der Kayraktepe-Talsperre aufgestaut werden.
Am Oberlauf befinden sich die beiden Talsperren Bozkır und Bağbaşı. Es gibt Pläne, das Flusswasser im Quellgebiet zu Bewässerungszwecken nach Norden hin abzuleiten.
Das Delta des Göksu mit dem Akgöl („Weißer See“) und der Lagune von Paradeniz („Geldmeer“) ist eines der wichtigsten Brut- und Rastgebiete für Vögel in Vorderasien; über 300 Vogelarten wurden hier beobachtet. Unter anderem brüten hier Flamingos, Reiher, Bienenfresser, Eisvögel, Lachmöwen und Nachtigallen. Die gefährdete Meeresschildkröte Caretta caretta und die Blaukrabbe (Callinectes sapidus) legen hier ihre Eier ab. Es ist zu erwarten, dass die Talsperrenbauten zu einer Verkleinerung und Versalzung des Deltas führen werden.
Kaiser Friedrich Barbarossa ertrank 1190 auf dem Dritten Kreuzzug nahe der Stadt Seleucia im Göksu, der damals Saleph hieß und im mit Friedrich verbündeten armenisch-kilikischen Fürstentum lag.
Dem Tal des Göksu folgte schon in hethitischer  und später in römischer Zeit eine Heerstraße, die Lykaonien um Konya mit dem Mittelmeer und damit mit dem Seeweg nach Zypern verband. Zunächst dem Fluss folgend, wich sie weiter südlich wegen der Enge des Flusstals streckenweise nach oben in die Hänge aus, wo zum Teil heute noch das antike Pflaster zu sehen ist. Beim Dorf Keben, etwa 20 Kilometer nordwestlich von Silifke, liegt über der antiken Straße das hethitische Felsrelief von Keben.